# James Leonard Doyle
James Leonard Doyle (* 20. Juni 1929 in Chatham; † 22. April 2004 in Ottawa) war Bischof von Peterborough. 

## Leben
James Leonard Doyle empfing am 12. Juni 1954 die Priesterweihe. Papst Paul VI. ernannte ihn am 24. Mai 1976 zum Bischof von Peterborough und er wurde am 14. Juli desselben Jahres ins Amt eingeführt. 
Der Bischof von London, Gerald Emmett Carter, spendete ihm am 28. Juni desselben Jahres die Bischofsweihe; Mitkonsekratoren waren Bernard Francis Pappin, Weihbischof in Sault Sainte Marie, und Eugène Philippe LaRocque, Bischof von Alexandria in Ontario. 
Von seinem Amt trat er am 28. Dezember 2002 zurück.